# Teisseire (entreprise)
Pour les articles homonymes, voir Teisseire.
Teisseire est une entreprise française spécialisée dans la fabrication de sirops et de jus de fruits. C'est également la marque commerciale sous laquelle sont commercialisés ses produits. Le siège social de Teisseire est situé à Crolles (Isère). Teisseire est l'inventeur du sirop en bidon en fer.
Depuis 2010, Teisseire est une marque de la holding Fruité Entreprises qui fait partie du groupe anglais Britvic,,.

## Historique
- 1720 : Mathieu I Teisseire, père de Mathieu II Teisseire et grand-père de Camille Teisseire, quitte le Var et arrive à Grenoble où il crée une distillerie fabriquant des boissons à base de fruits et de plantes, dont le vite célèbre Ratafia, apéritif à base de cerises [3],[5],[6]. L'entreprise et ses produits connaissent une notoriété nationale et une réussite économique remarquable quoique moins valorisantes que le statut de propriétaire et de rentier des héritiers ; Mathieu II gère l'affaire de 1769 à sa mort en 1781, puis Camille à partir de 1781[5].
- 1912 : construction de la première usine Teisseire
- 1927 : début de la production et de la commercialisation de sirop sans alcool[3],[6][source insuffisante]
- 1954 : vente en cafés, hôtels et restaurants
- 1957 : lancement d'une gamme de sirops en tube
- 1959 : premier bidon métallique[3],[6][source insuffisante]
- 1971 : construction de l'usine de Crolles
- 1993 : acquisition de Moulin de Valdonne
- 1994 : premier bidon de forme[6]
- 1995 : Teisseire rachète Sironimo, marque de sirops fondée par Pernod Ricard en 1990
- 2004 : rachat par Fruité
- 2007 : certificat IFS (International Food Standard)
- 2007 : Teisseire lance Teisseire Zéro[6][source insuffisante]
- 2014 : Teisseire lance le Sirop Doseur, un sirop équipé d'une pompe pour faciliter le dosage[6][source insuffisante]
- 2015 : Teisseire lance Mix&Go, le Teisseire à emporter partout
- 2015 : Teisseire lance sa gamme de concentrés pour machine à soda

## Identité visuelle

Ancien logo
Logo actuel

## Communication et parrainages

Tour de France
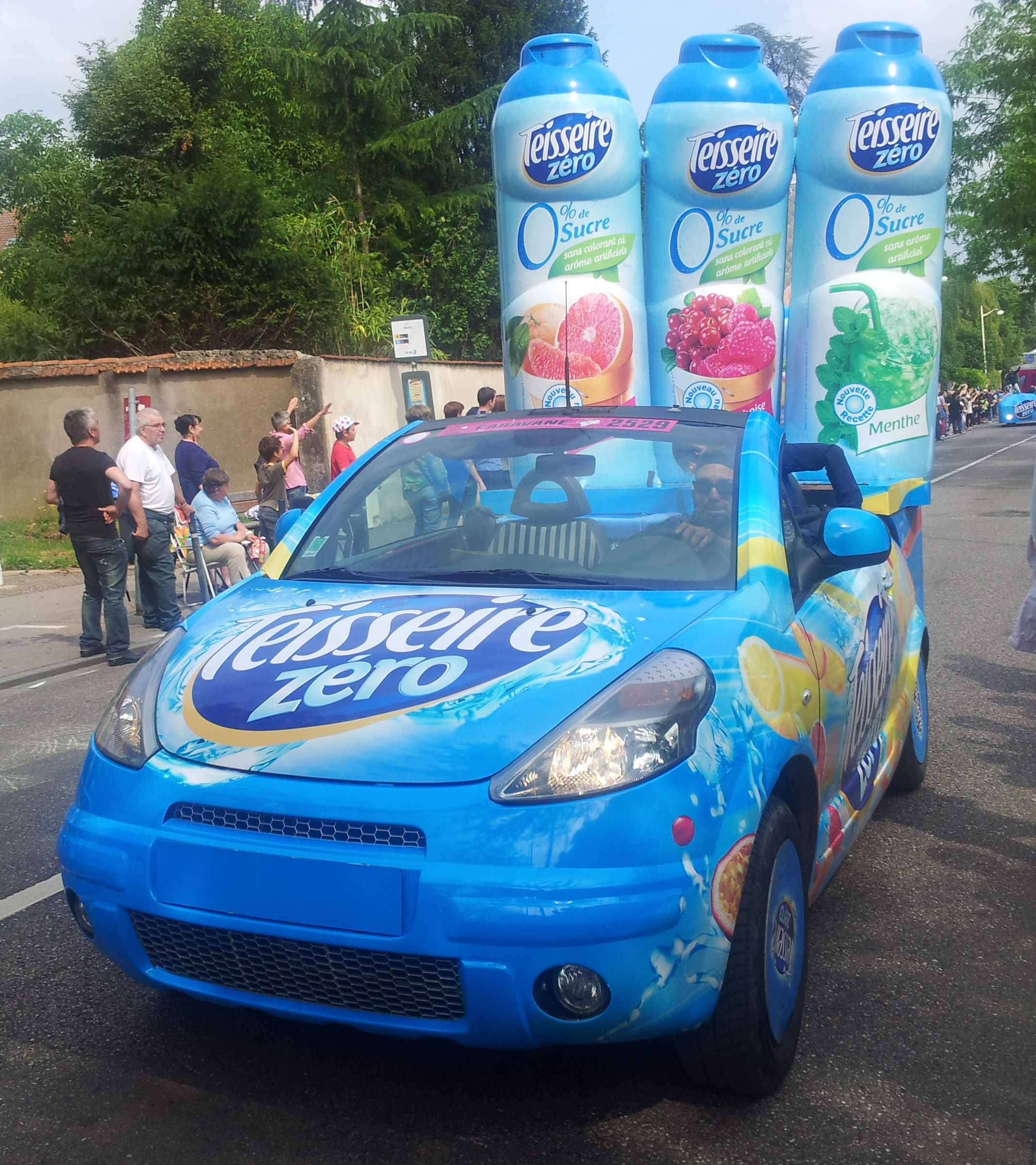
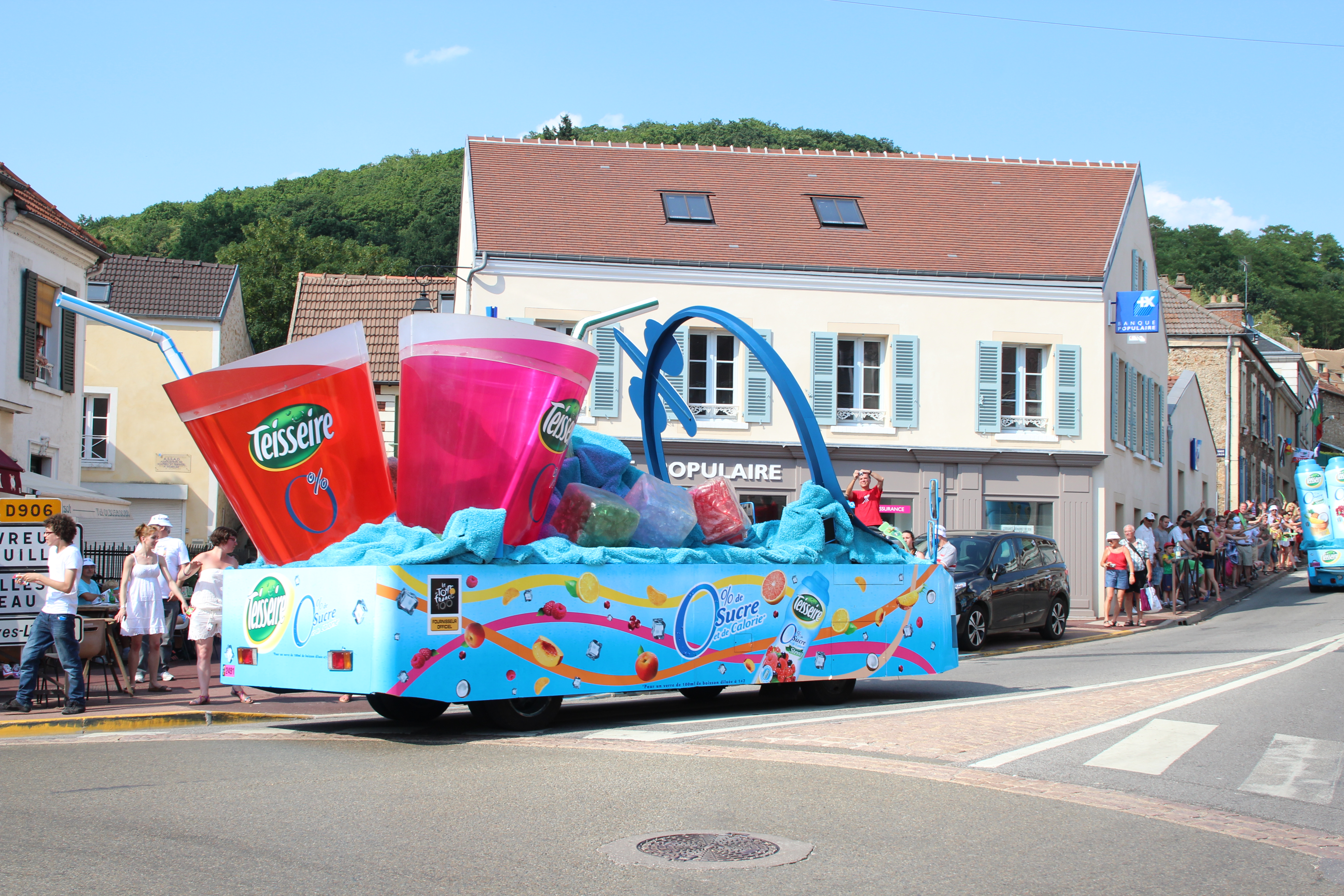
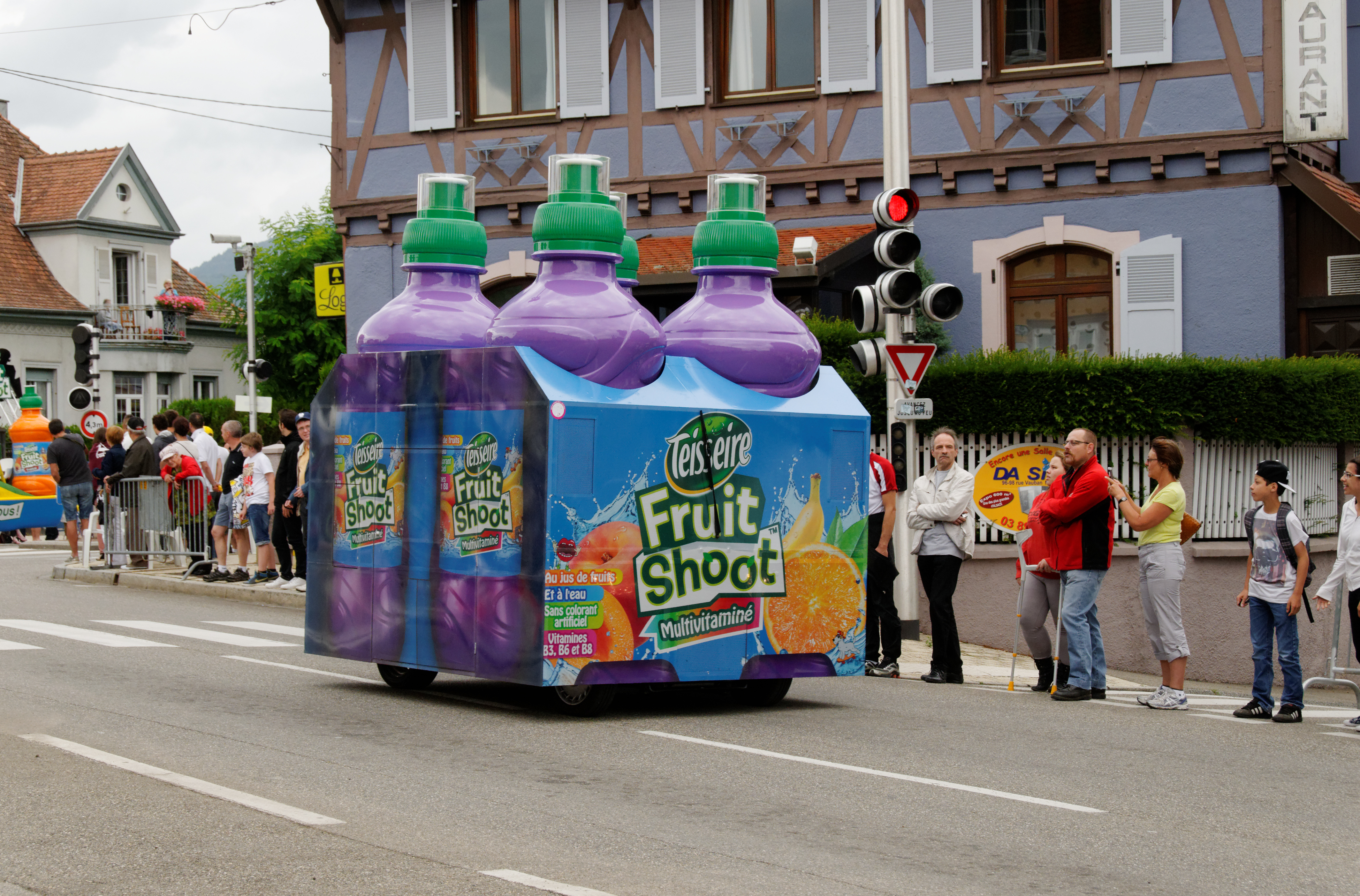
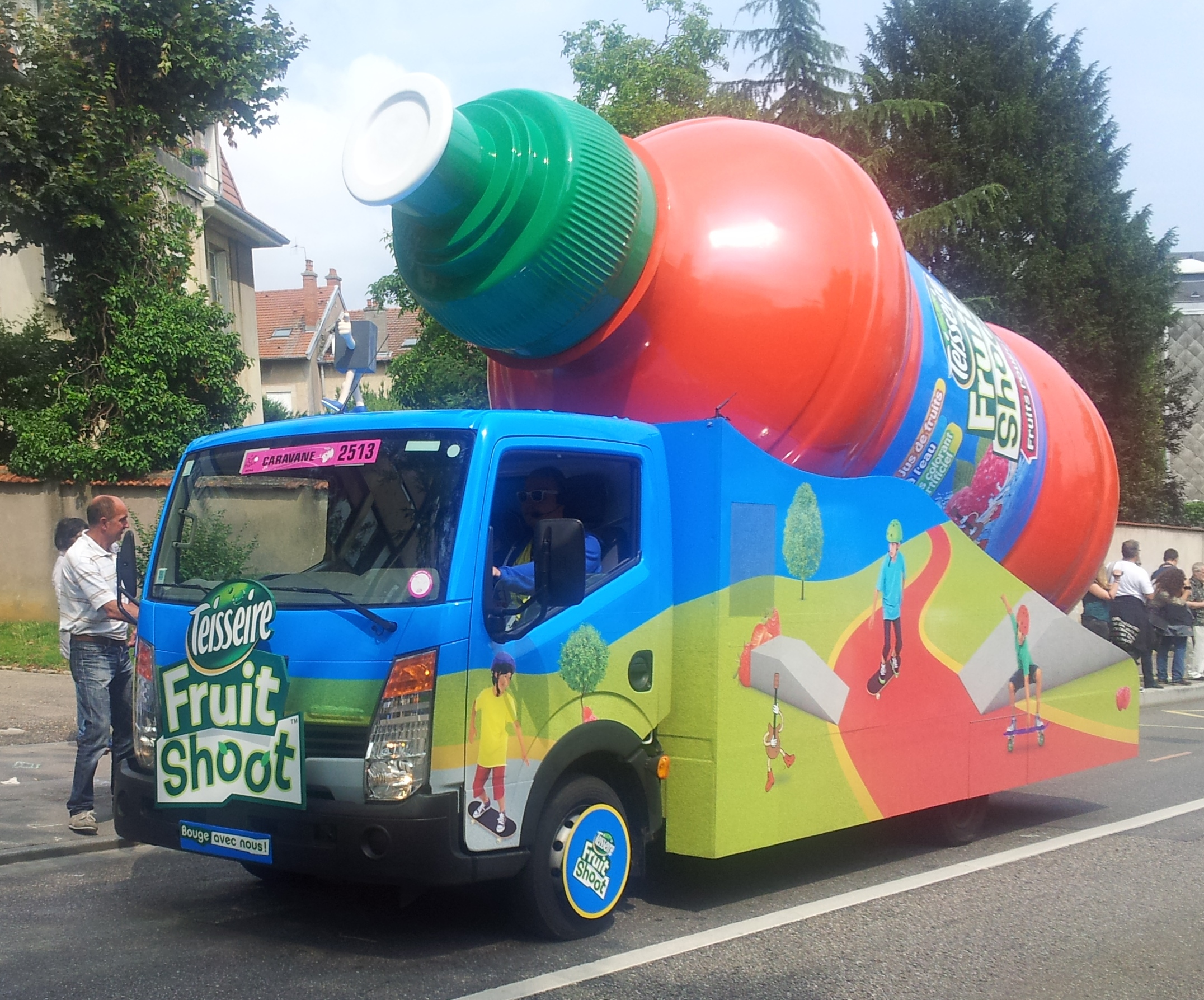

Teisseire est partenaire du Tour de France de 2010 à 2013, laissant sa place en 2014 à sa marque Fruit Shoot,.
Fruit Shoot participe au Tour de France 2014 et 2015, laissant sa place à la marque Pressade du groupe Britvic à partir de 2016.